# Melvina Vulah
Melvina Vulah (sinh ngày 21 tháng 12 năm 1965) là một vận động viên chạy nước rút người Liberia. Bà đã thi đấu ở nội dung 100 mét nữ tại Thế vận hội Mùa hè 1988.